# 国際女子スポーツ連盟
国際女子スポーツ連盟（こくさいじょしスポーツれんめい）（Federation Sportive Feminine Internationale（略称：FSFI））は、1921年に創設され、1936年に消滅した女子陸上競技の国際的な統括団体。会長はフランスのアリス・ミリア夫人。1920年代後半には日本を含め世界37カ国が加盟した。1936年の第13次国際陸上競技連盟（IAAF）総会においてIAAFがFSFIに代わって女子陸上競技を完全に管理することが決定され、FSFIが主催する第5回国際女子競技大会の開催について承認が否決されたため、実質的に消滅した。

## 創設の背景
近代オリンピックで初めて女性の参加が認められた競技は、1900年の第2回パリ大会でのテニスとゴルフである。その後セントルイス大会ではアーチェリー、ロンドン大会ではアーチェリー・フィギュアスケート・テニス、ストックホルム大会ではダイビング・水泳・テニス、アントワープ大会ではダイビング・フィギュアスケート・水泳・テニスと変わったが、これらはいずれも大会を運営する中産階級の男性が許容できる「女性らしい」競技であった。
女子陸上競技は、19世紀末の欧米で主に高等教育の中で体育が重視されるにつれ体操の一環として発達した。1895年にはアメリカのヴァッサー大学で初めての近代女子陸上競技大会が行われた記録がある。20世紀に入ると高等教育を終えた女性がスポーツクラブを設立するようになり、さらに第一次世界大戦の間、女性の身体におけるスポーツの効果が出生率の向上や「銃後の守り」といった観点から研究された。戦場にいる男性とともに優れた体力・体格を備えた女性の必要性が認識されたのである。しかし、女子体育の重要性を知ってはいても、順位を競う陸上競技が過熱すればかえって女性らしい体型を損なうため体操を重視すべきと主張する人は、むしろ教育関係者に多かった。日本の運動会におけるマスゲームもそうした考えが起源となっている。
1917年、熱心な婦人参政論者だったミリア夫人が3つのスポーツクラブを組織して、フランス女子スポーツ連盟（Fédération Féminine Sportive de France（略称：FFSF））を結成した。世界初の女性スポーツの全国統括組織である。以後欧米各国で同様の組織、または国を代表するスポーツクラブが形成され、女子陸上競技の発展を支えていくことになる。

## 歴史

### FFSF結成からFSFI創設までの各国の動き
- 1917年のFFSF結成を皮切りに各国で女子陸上競技連盟が創られた。1921年には5カ国対抗戦が行われ、FSFIが創設された。

| 1917年 | フランス     | ミリア夫人がフランス女子スポーツ連盟（FFSF）を結成 |
|        | オーストリア | オーストリア陸上競技連盟の委員会が女子競技の審判と各クラブ内に女子部を設立することを決定。ウイーンサッカークラブ、ドナウ女子水泳クラブが陸上競技部門を置き、女子陸上競技種目を行った。                                                                                               |
|        | スウェーデン | スウェーデン政府が「女子用体力章検定」と呼ばれる体力テストを女子生徒に実施。（スウェーデンでは既に1913年イェーテボリで女子生徒のための陸上競技会を開催していた） |
| 1918年 | オーストリア | 第1回オーストリア女子陸上競技選手権大会が開催。種目は100m、400m、走高跳、走幅跳、円盤投（2kg）、砲丸投（5kg）の6種目だった。同年、ウイーンサッカークラブがハンガリーのブダペストに女子選手団を派遣した。                                                                             |
|        | イギリス     | 女子独自のチームがロンドン、スタンフォード・ブリッジでの男子の陸上競技大会にリレーでエントリーし競争に加わった。 |
| 1919年 | オーストリア | ドナウ女子水泳クラブがドイツのミュンヘンの女子陸上競技大会に参加。 |
|        | イギリス     | 「公務員選手権」に女子種目として440ヤードリレーを設定し競技を実施。女子学生の「北部地区女子選手権大会」も開催された。 |
|        | ドイツ       | ドイツ陸上競技連盟に女子部門を設置。（ドイツではアメリカに次ぎ1904年に女子の競技大会が行われていた。敗戦後この年に活動を再開し、女子競技が急速に発展する） |
|        | フランス     | FFSFが国際オリンピック委員会（略称：IOC）に対し、オリンピック大会の陸上競技部門に女子種目の設定をするよう要望。IOCに拒否される。 |
| 1920年 |              | ベルリン対ウィーン国際対抗陸上競技大会で女子種目（100m、走幅跳、円盤投）が行われる。 |
|        |              | 4月20日、アントワープオリンピック開催。陸上競技では女性の出場は認められなかった。 |
| 1921年 |              | モンテカルロで「国際女子体育・スポーツ大会」が行われる。フランス・イギリス・ノルウェー・イタリア・スイスの5カ国対抗だった。実施された種目は60m、63mハードル、74mハードル、250m、800m、300mリレー、800mリレー、走幅跳、砲丸投、やり投（800g）、バスケットボールだった。               |
|        |              | パリで「フランス・イギリス対抗戦」が行われる。実施された種目は100ヤード走、300m、100mハードル、1000m、800ヤードリレー、走高跳、走幅跳、やり投（800G）だった。 |
|        |              | 10月31日、FSFIが創設される。 |
| 1922年 | イギリス     | 女子アマチュア陸上競技連盟（Woman's Amateur Athletic Association（略称：Woman's AAA="Three A"））が設立された。（1936年のFSFIの消滅後、各国の女子陸上組織は男子組織に組み入れられる形で再編されたが、イギリスのWoman's AAAだけは女性により運営される組織として独立した地位を守った） |

### FSFIの創設からIAAFの調査まで
- 1921年FSFIが創設され、組織を急速に拡大する中で、1924年にはIAAFによる女子競技全般の調査か始まった。

| 1921年 | 10月31日、ミリア夫人が各国代表をパリのサル・プセ会館に招き国際女子スポーツ連盟（FSFI）を創設。出席したのはイギリス・アメリカ・フランス・チェコスロバキア・イタリア・スペインの6カ国。この結成総会では、女子用の競技規則の制定、各国組織や地域グループの管理機構の確立、個人・団体種目の技術的なルールの統一、世界女子選手権の開催、種目は古代オリンピックの種目を採用すること、種目はメートル法で実施すること、世界記録を公認する団体となることなどを確認した。 |
| 1922年 | 4月、モンテカルロで第2回国際女子陸上競技大会が行われる。ベルギー・イギリス・チェコスロバキア・デンマーク・フランス・イタリア・スイスの7カ国、約300名の選手が参加。実施された種目は60m、250m、400m、800m、65mハードル、300mリレー、800mリレー、300mグランプリリレー、走高跳、走幅跳、砲丸投、やり投、五種競技（60m、300m、走高跳、砲丸投、やり投）だった。参加人数、種目数などの規模において、初めての本格的な国際女子陸上大会となる。                           |
|        | 8月18日、第2次FSFI総会がパリで行われた。出席したのはイギリス・アメリカ・フランス・チェコスロバキア・スイス・ギリシャの6カ国。この総会では、8月20日に第1回女子オリンピック大会（「オリンピック大会」としたのは女子陸上競技の採用を認めないIOCに抵抗したため）を開催する、アマチュアリズムについての定義を下す、記録の確認の方法と公認の手続き、1926年に第2回女子オリンピック大会を開催し、以後4年に1度継続していくことなどを決定した。                           |
|        | 8月20日、第1回女子オリンピック大会がパリのペルシャン競技場で開催。イギリス・アメリカ・フランス・チェコスロバキア・スイスの5カ国が参加した。実施された種目は60ヤード走、100ヤード走、300m、1000m、100ヤードハードル、440ヤードリレー、走高跳、走幅跳、立ち幅跳び、砲丸投、やり投だった。2万人の観衆を集め盛会のうちに終了した。 |
|        | 8月27日、国際クラブ対抗競技大会がベルギー、ブリュッセルのパルク競技場で開催。ロンドンのオリンピアン陸上クラブ・ブラッセル女子スポーツクラブ・パリ女子陸上クラブの3クラブが対抗戦形式で8種目の競技を行った。初めてのクラブ単位での国際女子陸上大会。秋、イギリスで初めての国内女子陸上競技大会が開催される。 |
| 1923年 | 4月、モンテカルロで第3回国際女子陸上競技大会が行われる。ベルギー・イギリス・チェコスロバキア・フランス・イタリア・スイスの6カ国が参加。イギリスで女子大学陸上競技連盟が創設され、アメリカでアマチュア競技連盟が女性の選手登録を始め、第1回の女子陸上競技選手権大会が行われた。欧米各国で女子陸上競技のクラブが地域、社会階層ごとに相次いで設立された。 |
|        | この年のFSFI加盟国は、イギリス・アメリカ・フランス・チェコスロバキア・イタリアに、リトアニア・ユーゴスラビア・ベルギー・スイスを加えた9ヶ国だった。 |
| 1924年 | 7月、第7次国際陸上競技連盟（IAAF）総会で、IAAFが女子の競技規則を早急に設定して女子の陸上競技全般を把握していく方針を確認。 |
|        | 7月5日、パリオリンピック開催。女子の参加が認められた競技は、ダイビング・フェンシング・水泳・テニス。陸上競技では女性の出場は認められなかった。 |
|        | 7月31日、第3次FSFI総会がパリで行われた。カナダの加盟が承認され、ドイツの加盟は国際連盟への正式加盟が条件とされた。 |
|        | 8月4日、第3回の6カ国対抗大会がモンテカルロからロンドンのスタンフォード・ブリッジに移され開催された。 |
| 1925年 | 6月11日、イギリスで第3回女子陸上競技選手権大会が開催された。 |
|        | 7月31日、イギリスでイギリス・チェコスロバキア・カナダの3カ国対抗大会が開催された。カナダではこの遠征の準備のため女子陸上競技連盟が結成された。 |
|        | 9月、スウェーデンでスウェーデン・イギリス対抗大会が開催された。（スウェーデンはこの年女子陸上競技連盟を結成し、FSFIに加盟した。この後、第2回女子オリンピック大会をベルギーのブラッセルに代わって開催する。） |

### FSFIとIAAFの議論
- FSFIとIAAFが議論を重ねた結果、遂に1928年のアムステルダムオリンピックで女子陸上競技が採用される。これ以後FSFIの運動は採用種目を増やすことに重点が置かれる。

| 1926年 | FSFIとIAAFが会合を開き、女子競技全般について協議。女子競技者と各国陸上競技連盟の基本的原則について合意したほか、IOCに対して2年後のアムステルダム大会とそれ以降の大会に、女子競技として100m・800m・400mリレー・走高跳・円盤投の5種目を採用するよう要望書を作成し、その提出をIAAF会長に具申することが決まった。 |
|        | 8月7日、第8次IAAF総会でオリンピックに女子種目を開設するかどうかを巡って大論議となる。最終的に参加した17カ国の代表のうち、オーストリア・ベルギー・フランス・ドイツ・ギリシャ・オランダ・ノルウェー・ポーランド・南アフリカ・スウェーデン・スイス・アメリカの12カ国は動議に賛成。オーストラリア・フィンランド・イギリス・ハンガリー・アイルランドの5カ国は反対した。 |
|        | 8月27日、第4次FSFI総会がスウェーデンのイェーテボリで行われた。日本を含め17カ国の代表が出席。会長のミリア夫人がIAAFでの論議について報告。女子オリンピック大会について名称を「世界女子大会」とするよう申し入れられたことに対して討議、受け入れることとなった。またアムステルダムオリンピックでの女子種目が5つになったことについて、今後種目を拡大していく方針が確認され、メートル制の採用・投擲競技のルールなども定められた。                                                                               |
|        | 8月27日、第2回国際女子競技大会がスウェーデンのイェーテボリで開幕。日本からただ一人出場した人見絹枝が走り幅跳び5m50の世界新記録を含む活躍で個人優勝。 |
|        | 12月28日、IAAF理事会が開かれ8月の総会で示されたアムステルダムオリンピックでの女子5種目の採用について採決。フランス・ドイツ・スウェーデン・チェコスロバキア・ポーランドが賛成。イギリスは「WAAAに加盟している各クラブの満場一致の賛成が得られなかった」ため反対。（8月の総会でのイギリスの意見は「女性の競技者達は男性の組織に支配されるのを好んではいないし、男性の組織も女子の組織を支配するのを好まない」というものだった）その結果、イギリス女子陸上選手のアムステルダムオリンピック不出場が決まった。 |
| 1928年 | 1月8日、FSFIの理事会がアムステルダムで開かれた。今後の方針として、定例のオリンピック大会に女子種目を必ず採用すること、その種目は10種目以上とすること、その内容はFSFIの技術委員会が決めることを採択した。 |
|        | 7月28日、アムステルダムオリンピックが開幕。女子の参加が認められた競技は体操・陸上競技・ダイビング・フェンシング・水泳。女子陸上競技の採用種目は100m、800m、400mリレー、走高跳、円盤投。女子陸上競技最初の金メダルは100mのベティ・ロビンソン（12秒2）。人見絹枝は準決勝で敗れたものの、800mで銀メダルを獲得した。この800mのゴール後、全力を使い果たした選手達がバタバタ倒れこみ運ばれていく姿が報道され、女子陸上競技を採用したIOCに対し体育指導者が抗議するなど世論が沸騰する。                           |
|        | 8月6日、第9次IAAF総会が開かれる。1月のFSFI理事会採択について次回オリンピックでの女子競技は継続採用とされたが、10種目への拡大は否決。 |

### IOCの決議
- 女子陸上競技に対するIOCの決議には進展が見られず、FSFIは態度を硬化させてゆく。

| 1929年 | 4月8日、第27次IOC総会が開かれる。すべての女子競技をオリンピックから除外するかどうかが議事となるが、意見が分かれたためIOC理事会が国際競技連盟（IF）を交えて協議することが決定。 |
|        | 7月23日、IOC理事会が開かれる。その結果、女子競技として体操・水泳・テニス・スケートがオリンピック大会種目として承認される。この決定に対し、IAAFのアメリカ代表が女子の参加が認められない場合、次回のオリンピックにおいて男子陸上競技をボイコットするという強硬な反対を行った。                                                                                                 |
| 1930年 | 5月22日、第28次IOC総会がベルリンで開かれる。女子競技については議事なし。 |
|        | 5月25日、第9回オリンピック会議がベルリンで開かれる。IOC委員の他各国オリンピック委員、IF代表者が集まり再度女子競技の取り扱いについて審議を行った。その結果女子の参加については「変更は行われず、維持されること」になったが、IOC会長バイエ・ラトゥールの「大会への女子の参加は、体操・水泳・テニス・スケートのような美的種目だけにするのが望ましい」とする提言も盛り込まれた。 |
|        | 9月6日、第3回国際女子競技大会がプラハで開幕。人見絹枝は個人2位となる。 |
| 1931年 | 4月25日、第29次IOC総会がバルセロナで開かれる。大会に採用する女子競技について投票が行われ、スケート・体操・水泳については全会一致で・フェンシングが賛成17・反対2で、陸上競技が賛成16・反対3でそれぞれ承認された。 |
| 1932年 | 7月28日、第30次IOC総会がロサンゼルスで開かれる。女子競技については議事なし。 |
|        | 7月30日、ロサンゼルスオリンピックが開幕。女子の参加が認められた競技は陸上競技・ダイビング・フェンシング・水泳。女子陸上競技の採用種目は100m、80mハードル、400mリレー、走高跳、円盤投、やり投。800m以上の長距離種目は採用されなかった。日本からは9人の女性が出場した。 |
|        | 8月8日、第11次IAAF総会がロサンゼルスで開かれる。FSFIが再度女子陸上競技を10種目に拡大するよう要求。受け入れられない場合女子陸上競技を全面的に廃止することを希望するが、どちらの要求も承認されなかった。 |
| 1933年 | 6月7日、第31次IOC総会がウィーンで開かれる。女子競技については議事なし。 |
| 1934年 | 4月25日、第32次IOC総会がアテネで開かれる。大会に採用する女子競技について投票が行われ、スケート・フェンシング・水泳については全会一致で、陸上競技が賛成11・反対9で、スキーが賛成9・反対8でそれぞれ承認された。 |
|        | 8月9日、第4回国際女子競技大会がロンドンで開幕。 |

### 調停とFSFIの消滅
- 紛争を調停するための動議がなされ、1936年FSFIの実質的な機能がIAAFに吸収される。

| 1934年 | ドイツ陸上競技連盟がFSFIに対し、オリンピックへの女子種目を10に拡大するために女子陸上競技をIAAFの完全な管理下に置くことを承認し、紛争の解決を図るよう公式に提案する。 |
|        | これに対しFSFIは、IOC内に女性を指導する代表者が存在する条件ならば、国際女子競技大会の開催を中止すると申し入れた。 |
| 1935年 | 1月、FSFI会長ミリア夫人がIOC宛にオリンピック大会におけるすべての女子競技の廃止を要請する手紙を出す。 |
|        | 2月25日、第33次IOC総会がオスロで開かれる。ミリア会長からの手紙に関する議事（FSFIが4年ごとに全女子競技を導入した女性の競技会を開催するため、オリンピックからの女子競技の全廃を要求）についてはIFの承認を要する問題であるため討議することはできないと結論づけた。 |
| 1936年 | 2月11日、第34次IOC総会がガルミッシュ・バルテンキルヘンで開かれる。女子競技については審議なし。 |
|        | 7月30日、第35次IOC総会がベルリンで開かれる。女子競技については審議なし。 |
|        | 8月1日、ベルリンオリンピックが開幕。女子の参加が認められた競技は体操・陸上競技・ダイビング・フェンシング・水泳。女子陸上競技の採用種目は100m、80mハードル、400mリレー、走高跳、円盤投、やり投で前回と同じ。日本からは7人の女性が出場した。 |
|        | FSFIとIAAFが交渉を行い、条件付きでドイツ陸上競技連盟の提案を受け入れると発表。条件は、FSFIが既に認定しIAAFに報告した女子の記録を世界記録として公認すること。オリンピック大会への女子10種目の採用。第5回国際女子競技大会（ウィーン）開催の承認について、IAAF総会で審議することの3点。 |
|        | 8月10日、第13次IAAF総会がベルリンで開かれる。1934年のドイツ提案に沿って女子陸上競技を完全に管理することが決定。オリンピックの女子種目の拡大については10種目での実施は公約されず、9種目での実施が提案されたのみ。国際女子競技大会の開催は否決された。IAAFは国際大会への選手の派遣を1国1組織だけ承認しており、この決定は各国女子選手の代表権がFSFIに加盟する女子陸上競技団体から、IAAFに加盟する既存の男子陸上競技団体に移行したことを意味した。FSFIは創設目的、機能ともIAAFに奪われる形となり実質的に消滅した。 |

## 日本の対応
日本においてFSFIに加盟し女子の陸上競技代表権をもっていたのは日本女子スポーツ連盟（略称：JWSF）であった。1926年（大正15年）4月1日創設。会長は木下東作。国際女子競技大会への女子選手派遣、日本女子オリンピック大会の開催、派遣資金の調達、日本各地での高等女学校生徒を対象にした講演会の開催など、女性スポーツの促進活動を行った。一方男子については日本陸上競技連盟（略称：JAAF）が代表権を持っていた。オリンピックへの女子選手派遣については、アムステルダム大会・ロサンゼルス大会ともJWSFの合意の下、JAAFが行っていた。
JWSFの吸収に関しては、JAAF総会の議事録によれば1929年12月から公式に準備がなされ、1933年にはJAAF内部に女子競技委員会が設置されている。また1934年10月には「IAAFとFSFIの関係に従い、女子世界記録の公認申請はJWSFを経由する」決議もなされ、JWSF、JAAF双方がFSFI、IAAFの動きに呼応した。（ただしJWSFは組織の拡大をJAAFの全国組織統一に合わせた形で進めていた。）1935年、JWSFは名称を日本女子体育連盟に変更。1937年1月までにJWSFは女子の代表権をJAAFに委譲した。JWSFは同年実質的に消滅した。